# ワインの涙

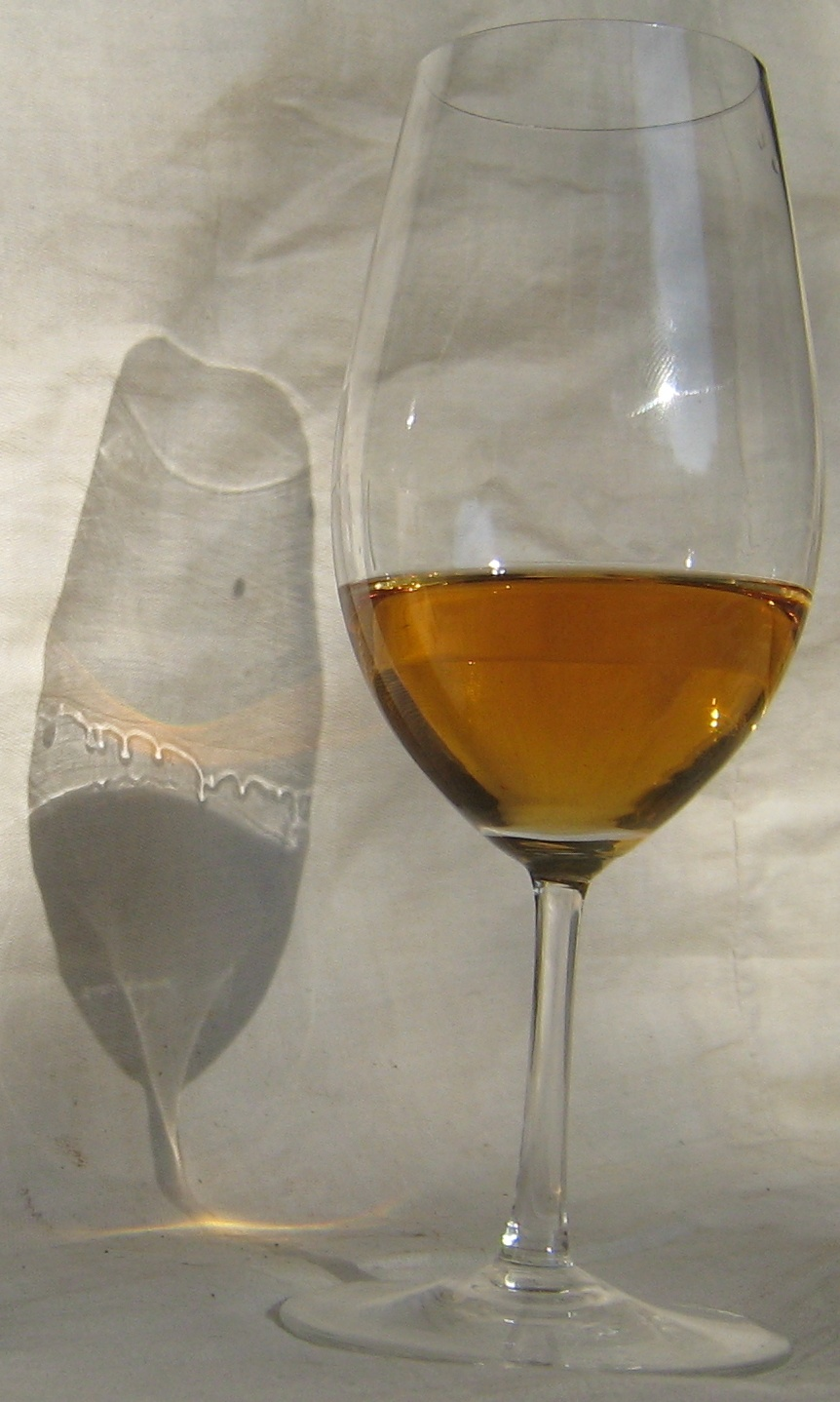
13.5％カルーゾ・パッシート・デザートワインのグラスの影にくっきりと映し出されるワインの涙

ワインの涙（ワインのなみだ）は、グラスワインの液面近くのガラス内壁に絶え間なく形成されては零れ落ち続ける無色の液滴。特にアルコール度数の高いワインで見られる。Wine legs（ワインの脚）やcurtains（カーテン）、church windows（教会の窓）とも呼ばれる。

## しくみ
この現象は、エタノールの表面張力が水よりも弱いために起こる。水中にエタノールが不均一に存在する場合、エタノールがうすい領域は、周囲の液を引く力が、濃い領域よりも強くなる。これにより、エタノールの濃い領域からうすい領域への流れが形成される。薄膜状に広がった水面に濃いエタノールを滴下すると、滴下されたエタノールから逃れるように液体が流れる様を観察できる。
ワインは、糖や酸、色素、芳香成分が溶け込んだ、エタノールと水の混合物である。ワイングラスとの接点では、液は毛細管現象によりグラス壁面を昇る。上昇する液の薄層からは、エタノールも水も蒸発するが、蒸気圧が水よりも高いエタノールはより速く蒸発する。蒸発によりエタノール濃度が減少した薄層は、ワイン主液よりも大きな表面張力を持つため、上方への流れが形成される。ワイングラス上方へ流れた液滴は、一定量を超えると自重により滴下する。
この現象のしくみは、ウィリアム・トムソンの兄で物理学者のジェイムス・トムソンによって1855年に明らかにされた。この表面張力の勾配によって引き起こされる流れは、今日ではマランゴニ対流として知られる。
ワインの脚が多いワインほど甘い、あるいは品質が優良であると喧伝されることがあるが、これは誤りである。ワイングラスを密封してエタノールの蒸発を止めると、ワインの涙が発生しなくなることからわかるように、この現象の強度はエタノール含有量にのみ依存する。英国の物理学者チャールズ・バーノン・ボーイズによれば、聖書の『箴言』23章31節「酒はあかく、盃の中に泡だち、滑らかにくだる、汝これを見るなかれ（Look not thou upon the wine when it is red, when it giveth his colour in the cup, when it moveth itself aright）」はこの現象を指している。ワインの涙はアルコール度の高いワインの特徴であるので、箴言の著者は酒の節制のため、ワインの涙が確認される酒は避けることを勧めているのかもしれない。

## 関連現象
エタノール／水混液に見られる流体現象としては、他に「ビーディング（beading）」や「ヴィシメトリー」が挙げられる。強い酒で見られる現象で、ワインの涙よりも明瞭である。
ビーディングは、46度以上の酒を振った際に、安定な泡が生じることをいう。マランゴニ効果の実例のひとつである。ウィスキーの瓶を振って泡を見て品定めすることを「beating [beading] the whisky」と言う。
ヴィシメトリーは、エタノールの濃い水溶液に水を加えた際に、渦が生じることをいう。